# Paniki (instrumento cortante)

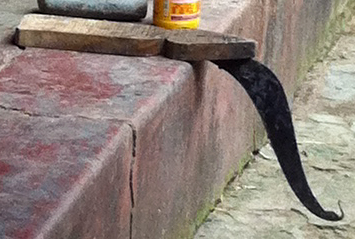
Un paniki después de ser utilizado para cocinar

Paniki or Panikhi (Odia- ପନିକି) es un utensilio con un filo cortante y un apoyo de madera para los pies, utilizada para picar verduras, pescado y carne. Los panikis se utilizan principalmente en Odisha, India. Una variación de la herramienta, conocida como Boti (Bengali- বটি), se encuentra en los estados indios de Bengala Occidental y Tripura, así como en Bangladesh . Varias tribus de Odisha lo utilizaron para diferentes propósitos. Los miembros de la tribu Mutkia Kondha adoran a Paniki como una deidad y no mantienen sus pies con sus patas. Prefieren utilizar un tipo especial de paniki con soporte de madera. Los panikis de la antigüedad muestran grabados de elementos culturales y religiosos. Tradicionalmente, en las zonas rurales de Odisha, los panikis se fabrican con hierro forjado o acero reciclado por el herrero.